# Persone di cognome Bennett
| Questa pagina contiene informazioni ricavate automaticamente dalle voci biografiche con l'ausilio del template Bio e di un bot. L'aggiornamento è periodico e automatico e ricostruisce completamente la pagina. Se manca una persona in questa lista, sei pregato di non aggiungerla, ma accertati piuttosto che la sua voce biografica contenga il template Bio e che i dati anagrafici siano correttamente compilati. Se il template Bio manca, inseriscilo tu stesso o, in alternativa, metti l'avviso {{tmp\|Bio}} che ne segnala la mancanza. Se i dati riportati sono sbagliati, correggi direttamente la voce biografica; le modifiche saranno visibili in questa lista entro pochi giorni. Per chiarimenti vedi il progetto antroponimi. La lista contiene solo le 146 persone che sono citate nell'enciclopedia e per le quali è stato implementato correttamente il template Bio. Pagina aggiornata al 23 lug 2025. |

Questa è una lista di persone presenti nell'enciclopedia che hanno il cognome Bennett, suddivise per attività principale.

## Allenatori di calcio(2)
- Chris Bennett, allenatore di calcio e ex calciatore inglese (Londra, n. 1952)
- Naea Bennett, allenatore di calcio e ex calciatore francese (n. 1977)

## Allenatori di hockey su ghiaccio(1)
- Curt Bennett, allenatore di hockey su ghiaccio e ex hockeista su ghiaccio statunitense (Regina, n. 1948)

## Arbitri di calcio(1)
- Daniel Frazer Bennett, arbitro di calcio sudafricano (Dewsbury, n. 1976)

## Astrofisici(1)
- Charles L. Bennett, astrofisico e insegnante statunitense (n. 1956)

## Astronomi(1)
- John Caister Bennett, astronomo sudafricano (Estcourt, n. 1914 - Pretoria, † 1990)

## Attiviste(1)
- Ruth L. Bennett, attivista statunitense (Summerville, n. 1866 - Chester, † 1947)

## Attori(17)
- Beck Bennett, attore e comico statunitense (Wilmette, n. 1984)
- Bruce Bennett, attore e pesista statunitense (Tacoma, n. 1906 - Santa Monica, † 2007)
- Charles Bennett, attore neozelandese (Dunedin, n. 1889 - Hollywood, † 1943)
- Clé Bennett, attore canadese (Toronto, n. 1981)
- Declan Bennett, attore e cantante britannico (Coventry, n. 1981)
- Hywel Bennett, attore inglese (Garnant, n. 1944 - Cardiff, † 2017)
- Jimmy Bennett, attore statunitense (Seal Beach, n. 1996)
- Jonathan Bennett, attore statunitense (Rossford, n. 1981)
- Manu Bennett, attore neozelandese (Rotorua, n. 1969)
- Joseph Bennett, attore statunitense (Los Angeles, n. 1894 - Hollywood, † 1931)
- Matt Bennett, attore statunitense (Massapequa, n. 1991)
- Matthew Bennett, attore, sceneggiatore e regista canadese (Toronto, n. 1968)
- Richard Bennett, attore statunitense (Deer Creek, n. 1870 - Los Angeles, † 1944)
- Sacha Bennett, attore, regista e sceneggiatore britannico (Harpenden, n. 1971)
- Tom Bennett, attore e personaggio televisivo britannico (Croydon, n. 1969)
- Travis Bennett, attore statunitense (California, n. 1994)
- Zachary Bennett, attore canadese (London, n. 1980)

## Attrici(18)
- Alma Bennett, attrice statunitense (Seattle, n. 1904 - Los Angeles, † 1958)
- Barbara Bennett, attrice statunitense (Palisades Park, n. 1906 - Montréal, † 1958)
- Belle Bennett, attrice statunitense (Milaca, n. 1891 - Los Angeles, † 1932)
- Billie Bennett, attrice statunitense (Evansville, n. 1874 - Los Angeles, † 1951)
- Constance Bennett, attrice statunitense (New York, n. 1904 - Fort Dix, † 1965)
- Eileen Bennett, attrice britannica (Londra, n. 1919 - † 2025)
- Eliza Bennett, attrice e cantante britannica (Reading, n. 1992)
- Enid Bennett, attrice australiana (York, n. 1893 - Malibù, † 1969)
- Fran Bennett, attrice statunitense (Malvern, n. 1937 - Los Angeles, † 2021)
- Haley Bennett, attrice e cantante statunitense (Fort Myers, n. 1988)
- Joan Bennett, attrice statunitense (Fort Lee, n. 1910 - Scarsdale, † 1990)
- Julie Bennett, attrice televisiva e doppiatrice statunitense (Manhattan, n. 1932 - Los Angeles, † 2020)
- Marjorie Bennett, attrice australiana (York, n. 1896 - Hollywood, † 1982)
- Jill Bennett, attrice britannica (Penang, n. 1931 - Londra, † 1990)
- Sonja Bennett, attrice canadese (Vancouver, n. 1980)
- Sophie Bennett, attrice e cantante canadese (Toronto, n. 1989)
- Stephanie Bennett, attrice canadese (Vancouver, n. 1989)
- Tracie Bennett, attrice e cantante inglese (Leigh, n. 1961)

## Attrici pornografiche(1)
- Brea Bennett, ex attrice pornografica statunitense (Mesa, n. 1987)

## Aviatori(1)
- Floyd Bennett, aviatore statunitense (Warrensburg, n. 1890 - Québec, † 1928)

## Batteristi(1)
- Brian Bennett, batterista e compositore britannico (Londra, n. 1940)

## Botanici(1)
- Alfred William Bennett, botanico britannico (Clapham, n. 1833 - Londra, † 1902)

## Calciatori(16)
- Alan John Bennett, ex calciatore irlandese (Cork, n. 1981)
- Daniel Mark Bennett, ex calciatore singaporiano (Great Yarmouth, n. 1978)
- Elliott Bennett, ex calciatore inglese (Telford, n. 1988)
- Ian Bennett, ex calciatore inglese (Worksop, n. 1971)
- Joe Bennett, calciatore inglese (Rochdale, n. 1990)
- Eduardo Bennett, ex calciatore honduregno (La Ceiba, n. 1968)
- Les Bennett, calciatore inglese (Wood Green, n. 1918 - Hackney, † 1999)
- Mason Bennett, calciatore inglese (Shirebrook, n. 1996)
- Mickey Bennett, ex calciatore inglese (Camberwell, n. 1969)
- Paul Bennett, ex calciatore inglese (Southampton, n. 1952)
- Peter Bennett, calciatore inglese (Hillingdon, n. 1946 - Hillingdon, † 2024)
- Raimoana Bennett, ex calciatore tahitiano (Pueu, n. 1981)
- Ryan Bennett, ex calciatore inglese (Orsett, n. 1990)
- Teafore Bennett, calciatore giamaicano (Duncans, n. 1984)
- Tom Bennett, ex calciatore scozzese (Bo'ness, n. 1969)
- Walter Bennett, calciatore olandese (n. 1997)

## Canoisti(1)
- Douglas Bennett, canoista canadese (Saint-Lambert, n. 1918 - † 2008)

## Canottiere(1)
- Karen Bennett, canottiera britannica (Edimburgo, n. 1989)

## Canottieri(1)
- Paul Bennett, canottiere britannico (Londra, n. 1988)

## Cantanti(4)
- Lauren Bennett, cantante, ballerina e modella britannica (Kent, n. 1989)
- 4batz, cantante e rapper statunitense (Dallas, n. 2003)
- Paris Bennett, cantante statunitense (Rockford, n. 1988)
- Benee, cantante e attrice neozelandese (Auckland, n. 2000)

## Cestisti(9)
- Mel Bennett, ex cestista statunitense (Pittsburgh, n. 1955)
- Spider Bennett, ex cestista statunitense (Lakewood, n. 1943)
- Tony Bennett, ex cestista e allenatore di pallacanestro statunitense (Green Bay, n. 1969)
- Wesley Bennett, cestista statunitense (Nashville, n. 1913 - Solvang, † 2002)
- Anthony Bennett, cestista canadese (Brampton, n. 1993)
- Danubio Bennett, ex cestista panamense (Colón, n. 1979)
- Demetric Bennett, ex cestista statunitense (Albany, n. 1985)
- Elmer Bennett, ex cestista statunitense (Evanston, n. 1970)
- Mario Bennett, ex cestista statunitense (Denton, n. 1973)

## Chitarristi(1)
- Richard Bennett, chitarrista, compositore e produttore discografico statunitense (Chicago, n. 1951)

## Ciclisti su strada(3)
- George Bennett, ciclista su strada neozelandese (Nelson, n. 1990)
- Sam Bennett, ciclista su strada irlandese (Wervik, n. 1990)
- Sean Bennett, ex ciclista su strada statunitense (El Cerrito, n. 1996)

## Compositori(3)
- Richard Rodney Bennett, compositore, pianista e docente inglese (Broadstairs, n. 1936 - New York, † 2012)
- Robert Russell Bennett, compositore e arrangiatore statunitense (Kansas City, n. 1894 - New York, † 1981)
- William Sterndale Bennett, compositore, pianista e direttore d'orchestra inglese (Sheffield, n. 1816 - Londra, † 1875)

## Danzatori(1)
- Alexander Bennett, ballerino britannico (Leith, n. 1929 - Taynuilt, † 2003)

## Dirigenti sportivi(1)
- Carl Bennett, dirigente sportivo e allenatore di pallacanestro statunitense (Rockford, n. 1915 - Fort Wayne, † 2013)

## Doppiatori(1)
- Jeff Bennett, doppiatore statunitense (Houston, n. 1962)

## Fisici(1)
- Charles H. Bennett, fisico e crittografo statunitense (New York, n. 1943)

## Generali(1)
- Henry Gordon Bennett, generale australiano (Balwyn, n. 1887 - Sydney, † 1962)

## Giocatori di football americano(6)
- Bradley Bennett, ex giocatore di football americano australiano (n. 1987)
- Cornelius Bennett, ex giocatore di football americano statunitense (Birmingham, n. 1965)
- Jakorian Bennett, giocatore di football americano statunitense (Mobile, n. 2000)
- Martellus Bennett, ex giocatore di football americano statunitense (Houston, n. 1987)
- Michael Bennett, ex giocatore di football americano statunitense (Milwaukee, n. 1978)
- Tony Bennett, ex giocatore di football americano statunitense (Alligator, n. 1967)

## Giocatori di football australiano(1)
- Darren Bennett, ex giocatore di football australiano e ex giocatore di football americano australiano (Sydney, n. 1965)

## Giocatori di snooker(1)
- Bernard Bennett, giocatore di snooker inglese (Kingston upon Thames, n. 1931 - Southampton, † 2002)

## Hockeisti su ghiaccio(1)
- Harvey Bennett, hockeista su ghiaccio canadese (Edington, n. 1925 - Warwick, † 2004)

## Lunghisti(1)
- John Dale Bennett, ex lunghista statunitense (Grand Forks, n. 1930)

## Martellisti(2)
- Basil Bennett, martellista statunitense (Dudley, n. 1894 - Maywood, † 1938)
- Robert Bennett, martellista statunitense (n. 1919 - † 1974)

## Matematici(1)
- John Godolphin Bennett, matematico e ingegnere britannico (Londra, n. 1897 - Sherborne, † 1974)

## Medici(1)
- Agnes Bennett, medico neozelandese (Sydney, n. 1872 - Wellington, † 1960)

## Mezzofondisti(1)
- Charles Bennett, mezzofondista e siepista britannico (Shapwick, n. 1871 - Bournemouth, † 1948)

## Modelle(1)
- Talia Bennett, modella neozelandese (Auckland, n. 1986)

## Musicisti(1)
- Martyn Bennett, musicista britannico (Saint John's, n. 1971 - † 2005)

## Nuotatori(1)
- Robert Bennett, ex nuotatore statunitense (Los Angeles, n. 1943)

## Nuotatrici(1)
- Brooke Bennett, nuotatrice statunitense (Tampa, n. 1980)

## Ostacolisti(1)
- Orlando Bennett, ostacolista giamaicano (n. 1999)

## Pallanuotisti(1)
- Peter Bennett, pallanuotista e calciatore australiano (n. 1926 - Gold Coast, † 2012)

## Piloti automobilistici(2)
- Carl Wattana Bennett, pilota automobilistico thailandese (Bangkok, n. 2004)
- John Bennett, pilota automobilistico britannico (Salisbury, n. 2003)

## Pistard(1)
- Michael Bennett, ex pistard britannico (Birmingham, n. 1949)

## Poetesse(1)
- Gwendolyn B. Bennett, poetessa, scrittrice e giornalista statunitense (Giddings, n. 1902 - Reading, † 1981)

## Politici(5)
- Bob Bennett, politico statunitense (Salt Lake City, n. 1933 - Contea di Arlington, † 2016)
- Charles Edward Bennett, politico e militare statunitense (Canton, n. 1910 - Jacksonville, † 2003)
- Naftali Bennett, politico israeliano (Haifa, n. 1972)
- Richard Bedford Bennett, politico canadese (Hopewell Hill, n. 1870 - Mickleham, † 1947)
- William Bennett, politico e opinionista statunitense (New York, n. 1943)

## Rapper(3)
- Chance the Rapper, rapper e produttore discografico statunitense (Chicago, n. 1993)
- King Von, rapper statunitense (Chicago, n. 1994 - Atlanta, † 2020)
- YFN Lucci, rapper statunitense (Atlanta, n. 1991)

## Registi(5)
- Chester Bennett, regista statunitense (San Francisco, n. 1892 - Hong Kong, † 1943)
- Cole Bennett, regista statunitense (Plano, n. 1996)
- Edward Bennett, regista e sceneggiatore britannico (Cambridge, n. 1950)
- Michael Bennett, regista, coreografo e ballerino statunitense (Buffalo, n. 1943 - Tucson, † 1987)
- Rodney Bennett, regista britannico (Chagford, n. 1935 - Chagford, † 2017)

## Rugbisti a 15(3)
- Huw Bennett, rugbista a 15 britannico (Ebbw Vale, n. 1983)
- Mark Bennett, rugbista a 15 britannico (Cumnock, n. 1993)
- Phil Bennett, rugbista a 15 britannico (Llanelli, n. 1948 - † 2022)

## Sceneggiatori(1)
- Charles Bennett, sceneggiatore, regista e attore britannico (Shoreham-by-Sea, n. 1899 - Los Angeles, † 1995)

## Sciatori alpini(1)
- Bryce Bennett, sciatore alpino statunitense (Truckee, n. 1992)

## Sciatrici alpine(2)
- Eleanor Bennett, ex sciatrice alpina statunitense (n. 1942)
- Sarah Bennett, sciatrice alpina canadese (n. 2001)

## Scrittori(3)
- Arnold Bennett, scrittore, drammaturgo e giornalista inglese (Hanley, n. 1867 - Londra, † 1931)
- Alan Bennett, scrittore, drammaturgo e sceneggiatore britannico (Leeds, n. 1934)
- Ronan Bennett, scrittore e sceneggiatore britannico (Belfast, n. 1956)

## Scrittrici(1)
- Margot Bennett, scrittrice e sceneggiatrice britannica (Dunbartonshire Orientale, n. 1912 - † 1980)

## Storici delle religioni(1)
- Clinton Bennett, storico delle religioni e islamista inglese (Tettenhall, n. 1955)

## Velocisti(1)
- Todd Bennett, velocista britannico (Southampton, n. 1962 - Southampton, † 2013)

## Wrestler(3)
- Wade Barrett, ex wrestler britannico (Penwortham, n. 1980)
- Mike Bennett, wrestler statunitense (Carver, n. 1985)
- Rhea Ripley, wrestler australiana (Adelaide, n. 1996)

## Zoologi(1)
- Edward Turner Bennett, zoologo inglese (n. 1797 - † 1836)

## Senza attività specificata(1)
- Sara Bennett, effettista britannica (Londra, n. 1972)